# Pseudadimonia holzschuhi
Pseudadimonia holzschuhi es una especie de insecto coleóptero de la familia Chrysomelidae.
Fue descrita científicamente en 1986 por Mandl.